# Les Laurentides
Les Laurentides ist eine regionale Grafschaftsgemeinde (französisch municipalité régionale de comté, MRC) in der kanadischen Provinz Québec.
Sie liegt in der Verwaltungsregion Laurentides und besteht aus 20 untergeordneten Verwaltungseinheiten (drei Städte, 13 Gemeinden, zwei Kantonsgemeinden, ein Dorf und ein Sprengel). Die MRC wurde am 1. Januar 1983 gegründet. Der Hauptort ist Saint-Faustin–Lac-Carré. Die Einwohnerzahl beträgt 45.902 (Stand: 2016) und die Fläche 2.479,05 km², was einer Bevölkerungsdichte von 18,5 Einwohnern je km² entspricht.

## Gliederung
Stadt (ville)
- Barkmere
- Mont-Tremblant
- Sainte-Agathe-des-Monts

Gemeinde (municipalité)
- Huberdeau
- Ivry-sur-le-Lac
- Labelle
- La Conception
- Lac-Supérieur
- Lac-Tremblant-Nord
- La Minerve
- Lantier
- Montcalm
- Sainte-Lucie-des-Laurentides
- Saint-Faustin–Lac-Carré
- Val-des-Lacs
- Val-Morin

Kantonsgemeinde (municipalité de canton)
- Amherst
- Arundel

Dorf (municipalité de village)
- Val-David

Sprengel (municipalité de paroisse)
- Brébeuf

## Angrenzende MRC und vergleichbare Gebiete
- Antoine-Labelle
- Matawinie
- Les Pays-d’en-Haut
- Argenteuil
- Papineau

Auf dem Gebiet von Les Laurentides liegt auch das Indianerreservat Doncaster, das jedoch autonom verwaltet wird und eine Enklave bildet.